# Megalastrum squamosissimum
Megalastrum squamosissimum är en träjonväxtart som först beskrevs av Sod., och fick sitt nu gällande namn av Alan Reid Smith och R. C. Moran. Megalastrum squamosissimum ingår i släktet Megalastrum och familjen Dryopteridaceae. Utöver nominatformen finns också underarten M. s. bogotense.